# Miro Muheim
Miro Muheim, né le 24 mars 1998 à Flüelen en Suisse, est un footballeur suisse, qui évolue au poste d'arrière gauche au Hambourg SV prêté par le FC Saint-Gall.

## Biographie

### En club
Natif de Flüelen en Suisse, Miro Muheim est formé par le FC Zurich pendant 10 ans, avant de rejoindre l'Angleterre et le Chelsea FC en juillet 2014.
Le 2 février 2017, il effectue son retour au FC Zurich, sous forme de prêt jusqu'à la fin de la saison. Toutefois, il n'effectue aucune apparition avec l'équipe première.
En janvier 2018, Muheim s'engage avec le FC Saint-Gall. Le 3 février suivant, il réalise sa première apparition en professionnel, lors d'un match de Super League face aux Young Boys de Berne. Il entre en cours de partie lors de cette rencontre perdue par les siens (2-0). Il se blesse cependant le mois suivant, d'une rupture du ligament croisé ,qui le tient éloigné des terrains pendant près d'un an.
Le 15 juin 2021, Miro Muheim est prêté au Hambourg SV pour une saison avec option d'achat. 
Il joue son premier match pour Hambourg le 11 septembre 2021, lors d'une rencontre de championnat face au SV Sandhausen. Il entre en jeu à la place de Robert Glatzel et son équipe s'impose par deux buts à un. Le 20 mars 2022, l'option d'achat est levée par le club allemand. Muheim signe un contrat courant jusqu'en juin 2025 prenant effet à partir du 1er juillet 2022. Muheim inscrit son premier but pour le club le 23 avril 2022, lors d'une rencontre de championnat face au SSV Jahn Ratisbonne. Titulaire, il ouvre le score et participe à la victoire de son équipe par quatre buts à deux.

### En équipe nationale
Miro Muheim est appelé dans les différentes catégories de jeunes de Suisse. Avec les moins de 19 ans, il marque un but lors de son premier match face à la Slovaquie le 30 août 2016, permettant à son équipe de s'imposer (0-1 score final) et un autre face à l'Arménie le 10 novembre de la même année (victoire 4-0 de la Suisse).
Le 9 octobre 2020, il joue son premier match avec l'équipe de Suisse espoirs face à la Géorgie. Il est titulaire lors de cette rencontre remportée par son équipe sur le score de trois buts à zéro.
En novembre 2024, il est appelé pour la première fois en équipe de Suisse A.

## Statistiques
| Saison                | Club                  | Championnat           | Championnat | Championnat | Coupe(s) nationale(s) | Coupe(s) nationale(s) | Compétition(s) continentale(s) | Compétition(s) continentale(s) | Compétition(s) continentale(s) | Barrages | Barrages | Total | Total |
| Saison                | Club                  | Division              | M.          | B.          | M.                    | B.                    | Comp.                          | M.                             | B.                             | M.       | B.       | M.    | B.    |
| 2017-2018             | FC Saint-Gall         | Super League          | 1           | 0           | -                     | -                     | -                              | -                              | -                              | -        | -        | 1     | 0     |
| 2018-2019             | FC Saint-Gall         | Super League          | 1           | 0           | -                     | -                     | -                              | -                              | -                              | -        | -        | 1     | 0     |
| 2019-2020             | FC Saint-Gall         | Super League          | 33          | 0           | 2                     | 0                     | -                              | -                              | -                              | -        | -        | 35    | 0     |
| 2020-2021             | FC Saint-Gall         | Super League          | 24          | 0           | 4                     | 0                     | C3                             | 1                              | 0                              | -        | -        | 29    | 0     |
| Sous-total            | Sous-total            | Sous-total            | 59          | 0           | 6                     | 0                     | -                              | 1                              | 0                              | -        | -        | 66    | 0     |
| 2021-2022             | Hambourg SV           | 2. Bundesliga         | 21          | 1           | 4                     | 0                     | -                              | -                              | -                              | 2        | 0        | 27    | 1     |
| 2022-2023             | Hambourg SV           | 2. Bundesliga         | 33          | 2           | 2                     | 0                     | -                              | -                              | -                              | 2        | 0        | 37    | 2     |
| 2023-2024             | Hambourg SV           | 2. Bundesliga         | 16          | 2           | 2                     | 0                     | -                              | -                              | -                              | -        | -        | 18    | 2     |
| Sous-total            | Sous-total            | Sous-total            | 70          | 5           | 8                     | 0                     | -                              | -                              | -                              | 4        | 0        | 82    | 5     |
| Total sur la carrière | Total sur la carrière | Total sur la carrière | 129         | 5           | 14                    | 0                     | -                              | 1                              | 0                              | 4        | 0        | 148   | 5     |